# Гарлингтон, Ли
Ли Гарлингтон (англ. Lee Garlington, род. 20 июля 1953) — американская характерная актриса, которая за свою карьеру появилась в более ста пятидесяти телевизионных шоу.
Гарлингтон была гостем в таких сериалах как «Блюз Хилл-стрит», «Закон Лос-Анджелеса», «Розанна», «Золотые девочки», «Друзья», «Полиция Нью-Йорка», «Отчаянные домохозяйки», «Уилл и Грейс», «Клиент всегда мёртв», «Части тела», «Менталист» и «Пригород». У неё были второстепенные роли в «Любовь вдовца», «Западное крыло», «Саутленд», «Убийство» и «Мост». На регулярной основе она снялась в недолго просуществовавших ситкомах Lenny (CBS, 1990-91) и Arresting Behavior (ABC, 1992).
Гарлингтон была исполнительницей первоначально утверждена на основную женскую роль в ситкоме «Сайнфелд», однако была уволена из шоу после съёмок пилотного эпизода. На большом экране она появилась в более пятидесяти фильмах, наиболее значимые из которых «Психо 2» (1983), «Психо 3» (1986), «Кобра» (1986), «Поле чудес» (1989), «Тихушники» (1992), «Моя жизнь» (1993), «Пик Данте» (1997), «Американский пирог 2» (2001), «Цена страха» (2002) и «Больше, чем любовь» (2005).

## Избранная фильмография
| Год       |   | Русское название                 | Оригинальное название    | Роль               |
| --------- | - | -------------------------------- | ------------------------ | ------------------ |
| 2002      | с | Баффи — истребительница вампиров | Buffy the Vampire Slayer | Джессика Харрис    |
| 2002—2005 | с | Клиент всегда мёртв              | Six Feet Under           | Фиона Кляйншмидт   |
| 2004      | с | Отчаянные домохозяйки            | Desperate Housewives     | Альберта Гольштейн |
| 2011      | с | Держись, Чарли!                  | Good Luck Charlie        | миссис Крамп       |